# Oiceoptoma thoracicum
Oiceoptoma thoracicum es una especie de escarabajo carroñero del género Oiceoptoma, categorizada en la tribu Silphini, de la subfamilia Silphinae. Fue descrita por Linnaeus en 1758.

## Distribución
Se distribuye por Europa: Chequia (Bohemia, Moravia), Francia, Alemania, Italia, Luxemburgo, Polonia, Rusia, Eslovaquia y Asia: China, Japón, Mongolia y Corea del Norte.